# Radionuklidlabor
Ein Radionuklidlabor oder Radionuklidlaboratorium ist ein Labor, in dem mit offenen radioaktiven Stoffen oberhalb der Freigrenze umgegangen wird. In Deutschland sind „offene radioaktive Stoffe“ gemäß § 5 Abs. 34 Strahlenschutzgesetz alle radioaktiven Stoffe mit Ausnahme der „umschlossenen“ radioaktiven Stoffe. Die Definition der „umschlossenen radioaktiven Stoffe“ findet sich ebenfalls an dieser Stelle. Die „Freigrenze“ der Aktivität oder spezifischen Aktivität ist in Anlage 4 der Strahlenschutzverordnung für jedes Radionuklid festgelegt.
Die DIN 25425 „Radionuklidlaboratorien“ liefert „Regeln für die Auslegung“ (Teil 1), „Regeln für den vorbeugenden Brandschutz“ (Teil 3), Regeln für den Schutz der beschäftigten Personen (Teil 4), sowie „Regeln zur Dekontamination von Oberflächen“ (Teil 5).
Einen Sonderfall des Radionuklidlabors stellt das Heißlabor (oder Aktivlabor) für den Umgang mit und die Herstellung von radioaktiven Arzneimitteln für die nuklearmedizinische Diagnostik und Therapie dar. Rechtliche Grundlagen für die Errichtung und den Betrieb eines solchen Heißlabors sind neben der DIN 25425 und der Strahlenschutzverordnung noch die Richtlinie „Strahlenschutz in der Medizin“, das Arzneimittelgesetz, das Medizinproduktegesetz, die DIN EN61303 (Aktivimeter), die DIN 6855 (Konstanzprüfungen), die DIN 6854 (Technetium-99m-Generator), die DIN 6843 (Umgang mit offenen radioaktiven Stoffen in der Medizin) und die DIN 6844 (Ausstattung von nuklearmedizinischen Betrieben).